# عبدالستار دوشوکی

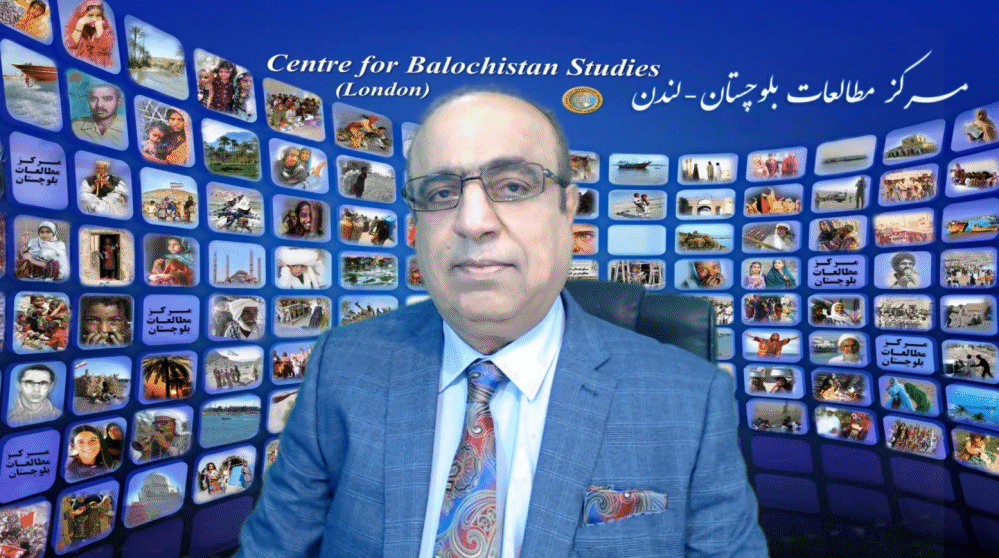

عبدالستار دوشوکی (زاده چابهار -) پژوهشگر و فعال سیاسی بلوچ اهل ایران است. دوشوکی از مخالفین جمهوری اسلامی ایران، و ریاست مرکز مطالعات بلوچستان در لندن را نیز بر عهده دارد.

## پیش از انقلاب
دوشوکی فعالیت‌های خود را از دوران دانشجویی در سال ۱۹۷۷ آغاز کرد. در آن سال او انجمن بلوچ‌های مقیم مرکز را در تهران تأسیس کرد.

## بعد از انقلاب
او در انقلاب ۵۷ نیز شرکت داشت، اما بعد از سر کار آمدن جمهوری اسلامی و ماجرای انقلاب فرهنگی، از دانشگاه اخراج شد. او سپس به چابهار بازگشت و موقتاً به تدریس در دبیرستان و هنرستان مشغول شد و پس از سه ماه به عنوان «معلم ضدانقلاب» اخراج شد. او سپس، مثل بسیاری از سایر فعالین سیاسی، به خارج از ایران گریخت و به انگلستان مهاجرت کرد. در سال ۱۹۸۹ دکترای خود را در رشته پزشکی از دانشگاه لیدز انگلستان دریافت کرد. وی فوق لیسانس مدیریت خود را از دانشکده مدیریت دانشگاه شهر لندن در سال ۱۹۹۱ دریافت نمود.
دوشوکی یک فعال سیاسی شناخته شده در طیف اپوزیسیون و مسائل حقوق بشری است و به عنوان تحلیلگر مسائل سیاسی ایران، خاور میانه، پاکستان و اقوام ایرانی و به‌ویژه موضوعات مربوط به استان سیستان و بلوچستان در رسانه‌های مختلفی از جمله [[بی‌بی‌سی]]، صدای آمریکا، رادیو فردا، العربیه، الشرق الاوسط ,تلویزیون من و تو و ایران اینترنشنال و پارس و ایران فردا و تلویزیون میهن و غیره و رادیو فرانسه ظاهر شده و مقالات وی در سایت‌های مختلف منتشر می‌شوند.